# Ein Traum in Erdbeerfolie
Ein Traum in Erdbeerfolie (auch mit Titelzusatz Comrade Couture) ist ein deutscher Dokumentarfilm von Marco Wilms aus dem Jahr 2009 über die Ost-Berliner Modeszene. Der Film feierte seine Premiere bei den Internationalen Filmfestspielen Berlin am 7. Februar 2009 in der Sektion Panorama und wurde danach auf zahlreichen Filmfestivals gezeigt. Auf dem italienischen Kimera Film Festival erhielt der Film 2010 den Publikumspreis sowie den Preis für den Besten Film. Der deutsche Kinostart war am 23. April 2009. Ein Traum in Erdbeerfolie wurde produziert von LOOKSfilm in Leipzig (Produzent: Gunnar Dedio). Co-Produzenten waren HELDENFILM, COBOS Film BV und ZDF in Zusammenarbeit mit ARTE, AVRO, ORF und YLE Teema.

## Inhalt
Der Film zeigt die Parallelwelt der Mode- und Überlebenskünstler Ost-Berlins – eine Phantasiewelt inmitten des restriktiven Alltags in der DDR. Hier war es möglich, aus der Reihe zu tanzen, individuell und provokant zu sein. Wichtigstes Erkennungsmerkmal dieser Szene war der persönliche Style, den man zu DDR-Zeiten nicht kaufen konnte. Man musste sich sein individuelles Image selbst basteln.
Der Regisseur Marco Wilms, damals selbst Model beim Modeinstitut der DDR, will das Lebensgefühl von ökonomischer Unbeschwertheit und radikalem Anderssein wieder entstehen lassen. Er sucht die Helden seiner Ostberliner Jugend auf: die Designerin Sabine von Oettingen, den Fotografen Robert Paris und den Stylisten und Friseur Frank Schäfer und erkundet mit ihnen ihr schillerndes Parallelwelt-Leben. Nach zwei Jahrzehnten treffen die Mitglieder und Freunde der legendären Ostberliner Avantgarde-Modetheater „Chic, Charmant und Dauerhaft“ und „Allerleirauh“ auf einer von Wilms initiierten, „subversiven“ Ostblockparty wieder zusammen.

## Hintergrund
Anfang der 1980er Jahre entstand die Modegruppe „chic, charmant & dauerhaft“ aus einem engen Freundeskreis in Berlin-Prenzlauer Berg. 1983 kam es zum ersten Auftritt der Modegruppe in der Privatwohnung der Fotografin Helga Paris. Zu der Gruppe gehörten neben Anderen: Yvonne Bergemann, Esther Friedemann, Domenique Windisch, Sabine von Oettingen, Robert und Jenny Paris, Katharina Reinwald, Sven Marquardt, Frank Schäfer und Jürgen Hohmuth. Die Kostüme von „chic, charmant & dauerhaft“ bestanden zum Teil aus DDR-Verbrauchsmaterialien, etwa Folien für den Gartenbedarf. Nach der Auflösung nahmen andere Gruppen die Impulse auf.

## Kritik
„Von diesem bizarren Untergrund-Lebensgefühl aus Jux und Tollerei, Sex sowie hemmungslosem Anderssein-Wollen im Schlagschatten der Mauer, von dieser Boheme, dieser Revolte ‚junger Tiger im ehernen Käfig der Diktatur‘ erzählt Marco Wilms’ witzige, fein ironische, obendrein mit Kontrastbildern aus dem staatstragenden DDR-Dasein durchsetzte Filmdokumentation ‚Ein Traum in Erdbeerfolie‘.“